# Болашенко, Анатолий Петрович
Анатолий Петрович Болашенко (26 августа 1924 года, Губино, Калужская губерния — 14 декабря 2011, Москва) — советский и российский художник, график-станковист, член Союза художников СССР, Заслуженный художник Российской Федерации.

## Биография
Родился под Калугой, в деревне Губино (ныне — Ферзиковского района Калужской области) в семье выходцев из села Стайки Могилёвской губернии. По национальности белорус.
С детства жил в Калуге, пережил кратковременную оккупацию Калуги германскими войсками в октябре-ноябре 1941 года.
В декабре 1942 года призван в Красную Армию. Служил в инженерных войсках понтонёром в составе Воронежского и 1-го Украинского фронтов. Обеспечивал форсирование рек Северский Донец, Днепр, Висла. В начале весны 1943 года получил сильную контузию, после лечения вернулся в свой батальон только в августе. За проявленное мужество награждён медалью «За отвагу». В конце войны участвовал в освобождении Дрездена и встрече на Эльбе.
После войны поступил в Тартуский художественный институт в класс Альфреда Конго, где учился у А. Г. Ваббе.
Но по состоянию здоровья был вынужден перевестись в Ереванский художественный институт, где его учителем стал Арарат Гарибян, также учился у  у Р. С. Бедросова. Окончил институт в 1952 году, в том же году женился на Галине Герасимовой и переехал в Москву.
В 1955 году вступил в Союз художников. Неоднократно входил в правление Московского отделения Союза художников и бюро секции графики, работал в графической комиссии при правлении Союза художников России.
С 1959 по 1965 годы четырежды был главой групп художников, работавших в Доме творчества «Челюскинская». Под его началом работали такие художники как Альбина Акритас, Александра Сахаровская, Гиви Калмахелидзе, Масабих Ахунов, Элляй Сивцев. Много путешествовал, как по СССР: Урал, Сибирь, Крайний Север (в том числе вместе с Геннадием Животовым), Камчатка — так и по зарубежным странам: Австрия, Индия, Куба, Вьетнам. Участвовал во многих выставках в Москве, городах России и за границей.

### Семья
- Жена — Галина Афанасьевна Герасимова, московская художница[2].
- Брат — Болашенко, Аркадий Петрович, учёный, художник, поэт, публицист, журналист газеты «Завтра».
- Дочь — Елена Анатольевна Болашенко, 1954 года рождения, выпускница Института иностранных языков МГЛУ 1979 года. [8] Переводчик с французского языка. Трое внуков.

## Творчество
Обучение начинал как живописец, с третьего курса проявил интерес к графике. Дипломную работу, «Строители» (1952), выполнил в чёрной акварели. Работал печатником в офортной студии Игнатия Нивинского. В 1956 году 34 офорта Болашенко были представлены на выставке в Академии художеств СССР, 12 из них позднее изданы отдельным альбомом. В 1960-м году начал работать в технике линогравюры. Это направление не было для художника любимым, но он продолжал им заниматься.
Работы посвящал природе России и труженикам страны. Многие работы созданы под впечатлением от путешествий. Произведения Болашенко находятся в Государственном музее изобразительных искусств имени А. С. Пушкина и в других музеях России.

## Награды
- медаль «За отвагу» (03.11.1943)[4]
- Медаль «За победу над Германией в Великой Отечественной войне 1941—1945 гг.» (09.05.1945)[9]
- Медаль «За взятие Берлина» (09.06.1945)[9]
- Медаль «За освобождение Праги» (09.06.1945)[9]
- орден Отечественной войны II степени (06.04.1985)[10]

### Комментарии
1. ↑  В открытых документах дата призыва 10.1940, однако на этот момент Болашенко было 16 лет и призыву он не подлежал.